# Macrolabis rhodophila
Macrolabis rhodophila är en tvåvingeart som först beskrevs av Hardy 1850.  Macrolabis rhodophila ingår i släktet Macrolabis och familjen gallmyggor. Inga underarter finns listade i Catalogue of Life.